# Mestecăniș
Mestecăniș – wieś w Rumunii, w okręgu Suczawa, w gminie Iacobeni. W 2011 roku liczyła 269 mieszkańców. 